# Сэмпсон, Кендрик
Кендрик Сэмпсон (англ. Kendrick Sampson) — американский актёр, наиболее известный как исполнитель роли Калеба Хэпстолла — убийцы своих родителей и тёти во втором сезоне сериала «Как избежать наказания за убийство».

## Биография
Родился и вырос в Хьюстоне, Техас, его родителями были Дафна Смит Сэмпсон и Хойли Сэмпсон. Сэмпсон проявлял интерес к искусству, и его мать записала его на обучение музыке, поскольку он происходил из семьи музыкантов и художников. Дафна играла на пианино для него с детства. Сэмпсон проявил интерес к карьере актёра примерно в 10 лет, после того как увидел рекламу компании Gap. Мать сказала ему, что нужно найти агента, и этот агент представил его на студию Ким Терри в Техасе. Сэмпсон начал играть в театральной программе средней школы Элкинса. Сэмпсон — верующий христианин.

## Фильмография
| Год  | Фильм / сериал                       | Роль                                  | Примечание                                                                       |
| ---- | ------------------------------------ | ------------------------------------- | -------------------------------------------------------------------------------- |
| 2005 | Resurrection: The J.R. Richard Story | Ламар                                 |                                                                                  |
| 2008 | Университет                          | Вудчак                                | Два эпизода                                                                      |
| 2011 | C.S.I.: Место преступления           | Деррик Голд                           | Эпизод «Полевые мыши»                                                            |
| 2011 | This Boy’s Dream                     | Рассказчик                            | Short film                                                                       |
| 2011 | Дни нашей жизни                      | Джей Джордан                          | Один эпизод                                                                      |
| 2012 | The Sidelines                        | Фред Бллингс                          | Short film                                                                       |
| 2013 | Дневники вампира                     | Джесси                                | Сквозная роль; 5 эпизод                                                          |
| 2014 | Грейспойнт                           | Дин Айверсон                          | Мини-сериал                                                                      |
| 2015 | Как избежать наказания за убийство   | Калеб Хэпстолл                        | Повторяющаяся роль                                                               |
| 2016 | Сверхъестественное                   | Близнец Макс Бэйнс, охотник / ведьмак | эпизод 12х6 «Почтить память Асы Фокс», эпизод 12х20 «Ветки, шпагат и Таша Бэйнс» |